# Gare de Vitry-le-François
Gare de Vitry-le-François vasútállomás Franciaországban, Vitry-le-François településen.

## Vasútvonalak
Az állomást az alábbi vasútvonalak érintik:
- Párizs-Strasbourg-vasútvonal

## Kapcsolódó állomások
A vasútállomáshoz az alábbi állomások vannak a legközelebb:
- Gare de Châlons-en-Champagne
- Gare de Saint-Dizier
- Gare de Revigny
- Gare de Bar-le-Duc